# Heineken Cup

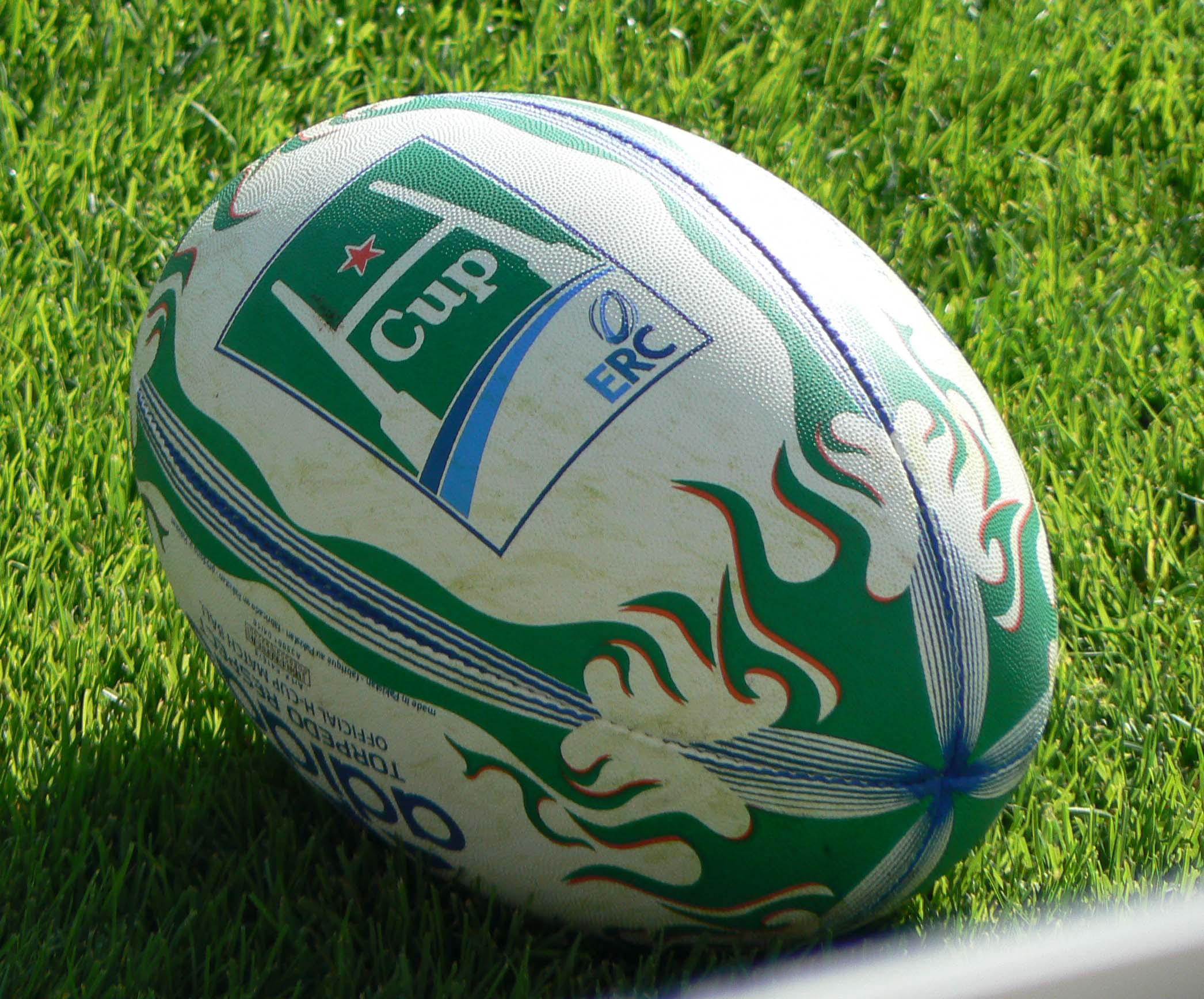
Heineken Cup-rugbybal in het seizoen 2010-'11

De Heineken Cup is een Rugby union-competitie tussen de beste teams uit de 6 beste rugbylanden van Europa: Engeland, Frankrijk, Ierland, Italië, Schotland en Wales. Teams die er niet in slagen zich te plaatsen voor de Heineken Cup komen terecht in de European Challenge Cup.
Het toernooi wordt gespeeld tussen 24 clubs die starten in 6 poules van 4 clubs. Het aantal clubs per land is afhankelijk van de prestaties van de afgelopen jaren. Het toernooi loopt van oktober tot april, de wedstrijden worden in het weekend gespeeld. In 2013-2014 won Toulon nadat het Saracens versloeg met 23–6.

## Opzet

### Kwalificatie
Enkel ploegen uit de Magners League, Aviva Premiership en de Top 14 kunnen zich kwalificeren voor de competitie. Ploegen uit deze competitie die zich niet kunnen kwalificeren kommen terecht in de European Challenge Cup samen met ploegen uit de Italiaanse Super 10 (sinds 2010-2011), Roemenië, Spanje en Portugal. 
22 plaatsen worden per land uitgereikt, elk land mag zelf bepalen hoe ze deze plaatsen verdeeld:
- Engeland: 6 teams (afhankelijk van de prestaties in de Aviva Premiership en de Anglo-Welsh Cup)
- France: 6 teams (afhankelijk van de prestaties in de Top 14 )
- Ierland: 3 teams (afhankelijk van de prestaties in de Magners League)
- Wales: 3 teams (afhankelijk van de prestaties in de Magners League)
- Schotland: 2 teams (afhankelijk van de prestaties in de Magners League)
- Italië: 2 teams (afhankelijk van de prestaties in de Magners League)

De overige 2 plaatsen worden uitgereikt aan de winnaars van de vorige Heineken Cup en de European Challenge Cup. Indien de winnaars al geplaatst zijn dankzij de plaats in de eigen competitie gaat dit ticket naar een ander team uit dat land. Hier zijn enkele uitzonderingen op, voor Schotland en Italië is er een maximum van 2 teams, voor Engeland en Frankrijk een maximum van 7.

### Competitie
De 24 ploegen worden in 4 potten verdeeld afhankelijk van hun Europese club ranking. De 24 teams worden verdeeld over 6 poules van 4 teams, waarbij uit elke pot 1 team wordt geloot. In elke poule mag er maximum 1 ploeg van elk land zijn met uitzondering van Frankrijk en Engeland indien ze 7 teams afvaardigen.
De clubs kunnen 4 punten verdienen voor een overwinning en 2 punten voor een gelijkspel. Men kan een bonuspunt verdien voor een verlies met kleiner dan 7 punten of als men meer dan 4 tries scoort. De 6 winnaars (1 tot 6) en de 2 beste tweedes (7 en 8) zijn gekwalificeerd voor de knock-outfase (kwartfinale).
De kwartfinale wordt gespeeld als volgt: team 1 v team 8; team 2 v team 7; team 3 v team 6; team 4 v team 5 (de 4 beste teams uit de poules het thuisvoordeel). Het is mogelijk om de thuiswedstrijd in een ander, groter, dichtbijgelegen stadion te spelen.
De halve finales worden geloot waarbij een van de beide teams het 'thuisvoordeel' geniet. De wedstrijd dient echter op neutraal terrein plaats te vinden dicht bij dit team. Dit mag zelfs in dezelfde stad zijn.
De finale vindt plaats in een vooraf bepaald stadion.

## Statistieken
| Team                  | Winners | Runners-up | Years won                                            | Years losing finalist              |
| --------------------- | ------- | ---------- | ---------------------------------------------------- | ---------------------------------- |
| Toulouse              | 6       | 2          | 1995–96, 2002–03, 2004–05, 2009–10, 2020–21, 2023–24 | 2003–04, 2007–08,                  |
| Leinster              | 4       | 4          | 2008–09, 2010–11, 2011–12, 2017–18                   | 2018–19, 2021–22, 2022–23, 2023–24 |
| Saracens              | 3       | 1          | 2015–16, 2016–17, 2018–19                            | 2013–14                            |
| Toulon                | 3       | 0          | 2012–13, 2013–14, 2014–15                            |                                    |
| Leicester Tigers      | 2       | 3          | 2000–01, 2001–02                                     | 1996–97, 2006–07, 2008–09          |
| Munster               | 2       | 2          | 2005–06, 2007–08                                     | 1999–00, 2001–02                   |
| La Rochelle           | 2       | 1          | 2021–22, 2022–23                                     | 2020–21                            |
| London Wasps          | 2       | 0          | 2003–04, 2006–07                                     |                                    |
| Northampton Saints    | 1       | 2          | 1999–00                                              | 2010–11, 2024–25                   |
| Brive                 | 1       | 1          | 1996–97                                              | 1997–98                            |
| Ulster                | 1       | 1          | 1998–99                                              | 2011–12                            |
| Bath                  | 1       | 0          | 1997–98                                              |                                    |
| Union Bordeaux Bègles | 1       | 0          | 2024–25                                              |                                    |
| Clermont Auvergne     | 0       | 3          |                                                      | 2012–13, 2014–15, 2016–17          |
| Racing 92             | 0       | 3          |                                                      | 2015–16, 2017–18, 2019–20          |
| Biarritz              | 0       | 2          |                                                      | 2005–06, 2009–10                   |
| Stade Français        | 0       | 2          |                                                      | 2000–01, 2004–05                   |
| Cardiff               | 0       | 1          |                                                      | 1995–96                            |
| Colomiers             | 0       | 1          |                                                      | 1998–99                            |
| Perpignan             | 0       | 1          |                                                      | 2002–03                            |

Noordelijk Halfrond:
Heineken Cup · Magners League · English Premiership (rugby union) ·  Top 14 (Frankrijk)

Zuidelijk Halfrond:
Super Rugby · Currie Cup (Zuid-Afrika) · ITM Cup (Nieuw-Zeeland)